# Hanover (Michigan)
Hanover est un village du comté de Jackson, dans l'État du Michigan, aux États-Unis. En 2020, il comptait une population de 472 habitants.